# Bureau of Educational and Cultural Affairs
O Bureau of Educational and Cultural Affairs (ECA) do Departamento de Estado dos Estados Unidos da América promove a mútua compreensão entre o povo dos Estados Unidos da América e pessoas de outros países ao redor do globo.

## Programas
- Programa Fulbright[2]
- International Visitor
- «Gilman Program»
- Youth Exchange and Study (YES), ver também Sobre
- Future Leaders Exchange (FLEX)
- Hubert Humphrey Fellowship
- «EducationUSA»